# Yvonne Mitchell
Yvonne Mitchell (n. 7 iulie 1915, Londra, Regatul Unit al Marii Britanii și Irlandei – d. 24 martie 1979, Londra, Anglia, Regatul Unit) a fost o actriță și autoare britanică. După ce și-a început cariera de actorie în teatru, Mitchell a progresat spre filme la sfârșitul anilor 1940. Rolurile ei includ și pe cel al Juliei în adaptarea BBC din 1954 a romanului lui George Orwell intitulat O mie nouă sute optzeci și patru. S-a retras din actorie în anul 1977.
Printre cele mai cunoscute filme ale sale se numără Femeia în halat (1957), Ginghis Han (1965) și Marele vals (1972).

## Biografie
Yvonne Mitchell și-a început cariera de teatru în adolescență. Ea a apărut doar foarte rar în film, dar cu atât mai impresionantă. Și-a făcut debutul în film în 1941 în Love on the Dole și a avut primul ei rol vorbit în 1949 într-o ecranizare britanică a piesei lui Pușkin Dama de pică. În 1955, a primit premiul Academiei de Film Britanic ca cea mai bună actriță britanică pentru filmul The Divided Heart.
La Berlinale din 1957 a primit Ursul de Argint ca cea mai bună actriță pentru rolul din Femeia în halat. Pe lângă munca de film pentru cinema, ea a apărut și în producții de televiziune. Ea a avut un succes deosebit aici cu adaptări teatrale și literare. În 1953, a primit premiul „Cea mai populară actriță TV a anului” de la ziarul Daily Mail.
Pe lângă actorie, Yvonne Mitchell era cunoscută și ca autoarea unui număr de cărți pentru copii și a scris și o biografie a scriitoarei franceze Colette. Autobiografia ei a fost publicată în 1957.
Mitchell a fost căsătorită cu un critic de film și teatru. Ea a murit de cancer în 1979, la vârsta de 63 de ani, după mai bine de patru decenii de muncă pe scenă.

## Filmografie selectivă
- 1941 Love on the Dole, regia John Baxter
- 1949 Dama de pică (The Queen of Spades), regia Thorold Dickinson
- 1953 Appuntamento col destino (Turn the Key Softly), regia Jack Lee
- 1954 Il figlio conteso (The Divided Heart), regia Charles Crichton
- 1955 Delitto blu (Escapade), regia Philip Leacock
- 1956 Gli uomini condannano (Yield to the Night), regia J. Lee Thompson
- 1957 Femeia în halat (Woman in a Dressing Gown), regia J. Lee Thompson
- 1958 Passionate Summer, regia Rudolph Cartier
- 1959 Questione di vita o di morte (Tiger Bay), regia J. Lee Thompson
- 1959 Zaffiro nero (Sapphire), regia Basil Dearden
- 1960 La guerra segreta di suor Katryn (Conspiracy of Hearts), regia Ralph Thomas
- 1960 Il garofano verde (The Trials of Oscar Wilde), regia Ken Hughes
- 1961 Johnny Nobody, regia Nigel Patrick
- 1962 La grande attrazione (The Main Attraction), regia Daniel Petrie
- 1965 Ginghis Han (Gengis Khan), regia Henry Levin
- 1972 Marele vals (The Great Waltz), regia Andrew L. Stone
- 1972 Rose rosse per il demonio (Demmons of the Mind), regia Peter Sykes
- 1976 Incredibila Sarah (The Incredible Sarah), regia Richard Fleischer